# Ámos
Ámos, hebrejsky עָמוֹס‎, je jeden z malých proroků Starého zákona, řazený mezi Jóela a Abdijáše. Nejspolehlivější informace, které se o něm dochovaly, jsou ty, které se nacházejí ve stejnojmenné knize Ámos. Ámos bývá pokládán za prvního z tzv. „píšících proroků“. V časovém spektru se řadí mezi tzv. předexilní proroky.
Podle zmíněné biblické knihy pocházel Ámos z jižního království, tj. z Judska, ale působil na severu, v Izraeli. Působil za vlády judského krále Uzijáše a v době, kdy v Izraeli vládl Jeroboám II., tj. v polovině 8. století př. n. l. Kniha také říká, že byl z „tekójských drobopravců“, avšak hebrejský termín noked (נֹקֵד) může kromě „drobopravce“ označovat též „chovatele ovcí“. Dále je o něm uvedeno, že se zaobíral sykomorami. Jeho sociální postavení však není zřetelně vyjasněno.
Ámos žil v době posledního většího vzmachu severního království. Ve svém kázání se soustřeďuje především proti sociálnímu útisku, vykořisťování a proti opouštění kultu a víry v jediného Boha Izraele. Vyzývá Izrael k prosazování práva a spravedlnosti a k očistě kultu. Podle židovské tradice Ámose zabil král Uzijáš tak, že ho udeřil do čela rozžhaveným železem.